# Kleine Beer en zijn vrienden
Kleine Beer en zijn vrienden is een deel uit de Kleine Beer Serie van de Deens-Amerikaanse kinderboekenschrijfster Else Holmelund Minarik dat verscheen in 1960. De illustraties bij het boek zijn - net als bij de overige delen van de serie - van de Amerikaanse schrijver en illustrator Maurice Sendak.

## Verhalen
Kleine Beer klimt in een boom. Op de weg naar beneden komt hij allerlei dieren tegen en beneden ontmoet hij het meisje Emmie. Ze maken een praatje en dan brengt Kleine Beer haar weer naar het kamp, aan de rivier, waar zij woont. In het volgende verhaal is er feest bij Uil. Eend kan niet mee, want hij past op de kleine eendjes. Er is een eendje kwijt. Kleine Beer en Emmie helpen zoeken. Tijdens het feest bij Uil, wordt Lucie, de pop van Emmy, in een boom gezet. Uil deelt feestmutsen uit aan de gasten. Ze zetten allemaal een feest-muts op. Wat een pret. Dan valt Lucie uit de boom. Ze heeft haar arm gebroken. Uil geeft haar een pleister. In het laatste verhaal nemen Emmie en Kleine Beer afscheid van elkaar. Emmie geeft Kleine Beer de pop Lucie, als afscheidscadeau. Kleine Beer merkt dat Emmie spijt heeft en geeft Lucie terug. Dan geeft hij haar een modelboot. En Emmie geeft Kleine Beer een vulpen. Met die pen schrijft Kleine Beer Emmie een brief.